# Cricket West Indies
Cricket West Indies, in passato noto come West Indies Cricket Board, è la federazione sovranazionale del gioco del cricket nelle Indie Occidentali. Il CWI è un full member dell'International Cricket Council ed opera come una federazione nazionale, gestendo la rispettiva nazionale ed organizzando i campionati regionali, tuttavia essendo un organismo sovranazionale al suo interno ogni stato membro possiede la propria federazione nazionale.

## Membri
La federazione comprende sei associazioni, che rappresentano singole nazioni o raggruppamenti di nazioni e territori:
- Barbados Cricket Association (BCA)
- Guyana Cricket Board (GCB)
- Jamaica Cricket Association (JCA)
- Trinidad & Tobago Cricket Board (TTCB)
- Leeward Islands Cricket Association (LICA); a sua volta composta da:
  - Anguilla Cricket Association
  - Antigua and Barbuda Cricket Association
  - British Virgin Islands Cricket Association
  - Montserrat Cricket Association
  - Nevis Cricket Association (solo per l'isola di Nevis)
  - St. Kitts Cricket Association (solo per l'isola di St. Kitts)
  - St. Maarten Cricket Association
  - United States Virgin Islands Cricket Association
- Windward Islands Cricket Board of Control (WICBC); a sua volta composta da:
  - Dominica Cricket Association
  - Grenada Cricket Association
  - St. Lucia Cricket Association
  - St. Vincent & the Grenadines Cricket Association

## Competizioni
Il Cricket West Indies organizza le seguenti competizioni:
- Regional Four Day Competition
- Regional Super50
- Caribbean Premier League